# Sebastian Franck

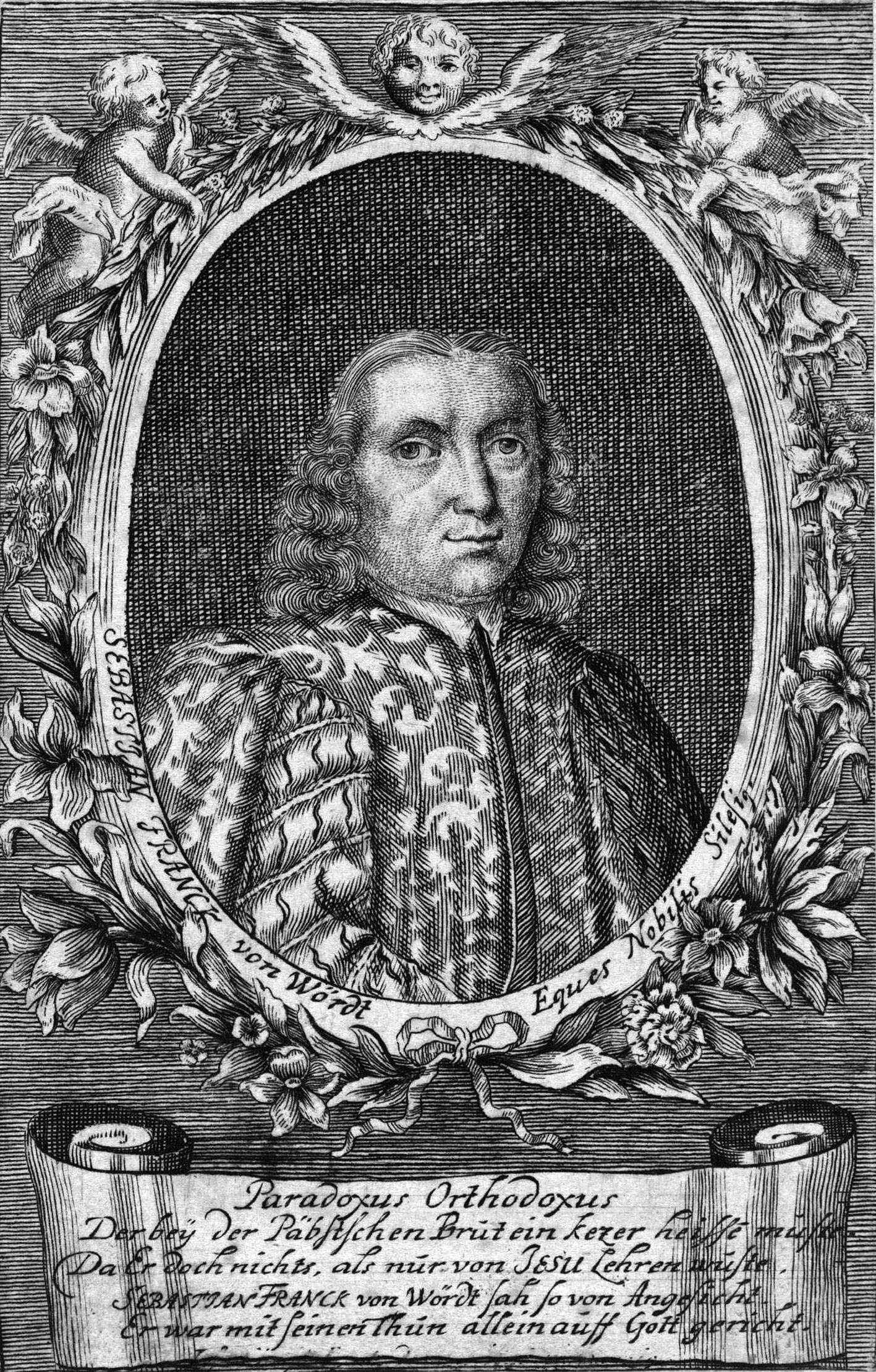
Sebastian Franck op een kopergravure van Andreas Luppius (1654–1731). De authenticiteit van de afbeelding is twijfelachtig.

Sebastian Franck, ook Sebastian Franck von Wörd, Latijn: Sebastianus Francus Woerdensis, pseudoniem Friedrich Wernstreyt, Felix Frei (Donauwörth, 1499 - Bazel, 1542) was een Duitse theoloog, humanist en mysticus.

## Levensbeschrijving
Sebastian Franck was van bescheiden komaf. Onder verwijzing naar zijn geboorteplaats noemde  zich ook wel Franck von Wörd. Zijn vader was waarschijnlijk de wever Sixt Franck.
In 1515 ging Franck studeren aan de universiteit van Ingolstadt. Daar kreeg hij onderwijs van onder andere de humanist Johannes Aventinus. In 1517 sloot Franck zijn studie in de Artes liberales af als baccalaureus. Vervolgens kreeg hij theologisch onderwijs bij de dominicanen in Heidelberg. De latere reformatoren Martin Bucer en Martin Frecht waren daar zijn medestudenten.
Franck werd al in 1517 benoemd tot parochiepriester in Augsburg. Rond 1525 sloot hij zich aan bij de lutheranen in Neurenberg. Zijn priesterschap moest hij daarbij opgeven. Al snel raakte Franck echter teleurgesteld in de morele standaarden die met de reformatie gepaard gingen, en hij nam afstand van het lutheranisme. In Neurenberg kwam hij in contact met volgelingen van de wederdoper Hans Denck, maar al gauw verwierp hij de doperse ideeën als dogmatisch en bekrompen.
Franck nam geleidelijk steeds meer afstand tot de lutherse leer, dogmatisme in het algemeen, en het concept van de institutionele kerk. Hij besloot te verhuizen naar Straatsburg, destijds een centrum van de meer spirituele richting binnen het protestantisme. In Straatsburg raakte Franck bevriend met de reformator en mysticus Kaspar Schwenckfeld, die samen met Franck steeds verder overtuigd raakte van zijn afkeer van dogmatisme.
In 1531 publiceerde Franck zijn magnum opus: Chronica: Zeitbuch und Geschichtsbibel, waarin de geschiedenis van het christendom breed uiteengezet wordt. In het derde deel van zijn Chronica schonk Franck in een apart hoofdstuk aandacht aan de geschiedenis van de ketterij, waarin diverse ketters met begrip besproken worden.
Francks opvattingen waren zelfs in het relatief tolerante Straatsburg voor velen een brug te ver. Na hem een korte tijd gevangen te hebben gehouden, zette het stadsbestuur hem de stad uit. Vervolgens reisde hij door Duitsland, om zich in 1533 te vestigen in Ulm, waar hij een drukkerij begon. De machtige Luther was Franck echter niet welgezind, en de lutheranen ter plaatse dwongen Franck in 1539 om de stad te verlaten nadat zij hem vergeefs een publicatieverbod hadden laten opleggen.
Franck verhuisde wederom, deze keer naar de ook relatief vrije stad Bazel. Francks laatste drie levensjaren in Bazel verliepen tamelijk voorspoedig. Hij werd als boekdrukker opgenomen in een gilde, verwierf het burgerschap van de stad, hertrouwde en kon zich een koophuis veroorloven. In zijn opvattingen keerde hij zich steeds verder af van zijn tijdgenoten en zocht hij in toenemende mate zijn heil in de mystiek en individuele devotie. In 1542 stierf hij er als een vermogend man.

## Opvattingen
Franck wordt wel beschouwd als een van de modernste denkers van de 16e eeuw, door zijn humanistische en transculturele wereldbeschouwing en zijn afwijzing van dogmatiek, sektarisme en institutionalisme. Hij combineerde de humanistische drang naar vrijheid met de mystieke devotie, gericht op innerlijke verlichting van de geest. Hij was van oordeel dat de Bijbel boordevol tegenstrijdigheden zat. De onvergankelijke boodschap van de Bijbel kon alleen maar worden ontdekt door de Heilige Geest. Dogmatische debatten beschouwde hij als zinloos. Franck was van opvatting dat de christelijke leer in wezen alleen in de Tien geboden en de Evangeliën te vinden was; de rest was bijzaak en zou alleen maar leiden tot dogmatische verwarring.

## Publicaties
- Diallage (1528)
- Klagbrief (1529)
- Chronica und Beschreibung der Türkei (1530)
- Von dem greulichen Laster der Trunkenheit (1531)
- Ein künstlich höflich Deklamation (1531)
- Chronica, Zeitbuch und Geschichtbibel (1531)
- Weltbuch (1534)
- Kronbüchlein (1534)
- Paradoxa ducenta octogina (1534)
- Die Guldin Arch (1538)
- Germaniae Chronicon (1538)
- Das verbütschierte Buch (1539)
- Kriegsbüchlein des Friedens (1539)
- Sprichwörter (1541)